# Einar Örn Benediktsson

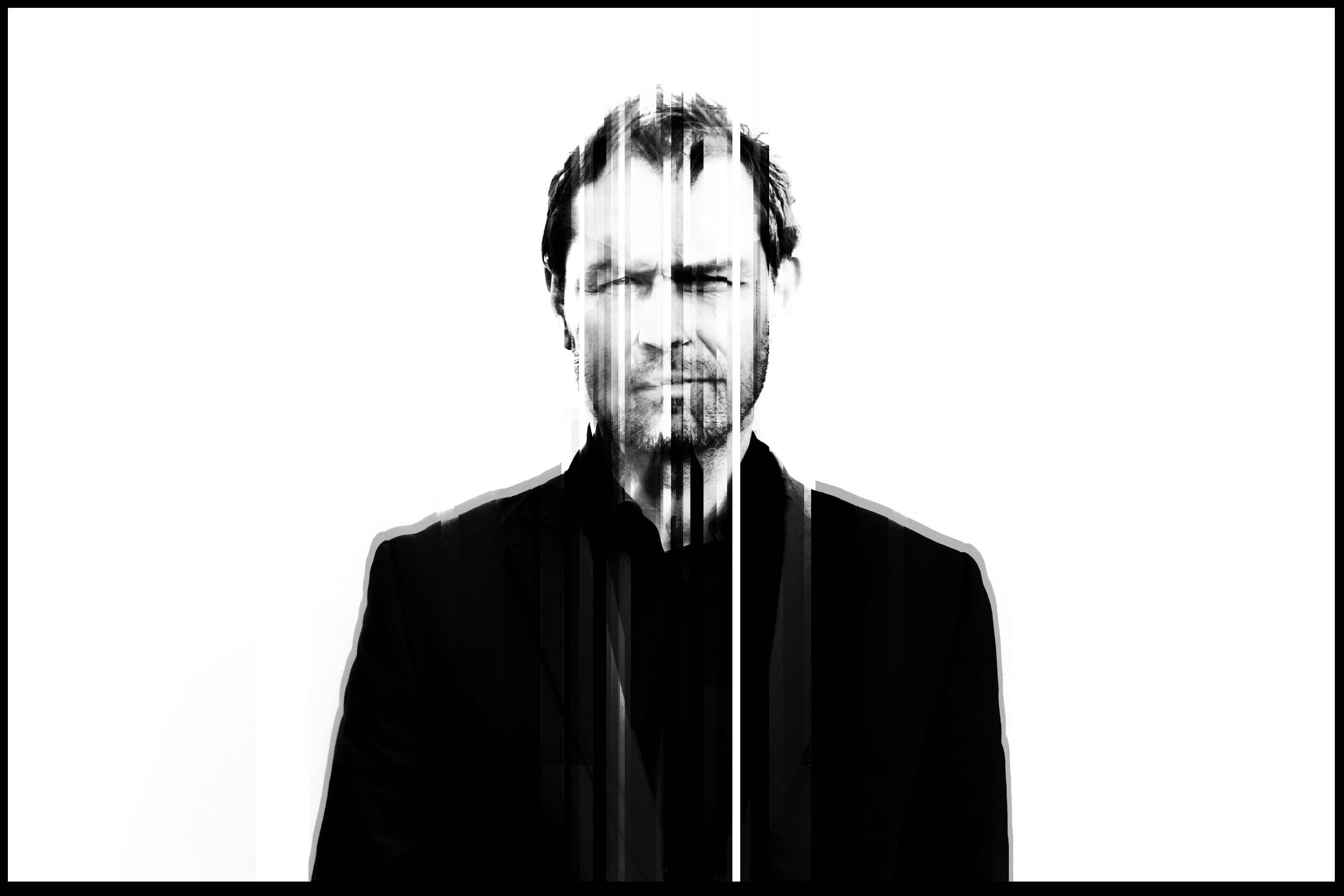
Einar Örn.

Einar Örn Benediktsson, ofta bara Einar Örn, född 29 oktober 1962, är en isländsk popsångare, trumpetare och politiker, främst känd som tidigare medlem i The Sugarcubes. Han satt i Reykjavik kommunfullmäktige åren 2010-2014.

## Politisk karriär
Trots att han saknade tidigare politisk erfarenhet blev Einar invald i Reykjaviks kommunalråd i maj 2010 för det satiriska Bästa partiet (Besti flokkurinn) tillsammans med bland andra borgmästaren Jón Gnarr.. Partiet upplöstes innan nästföljande val.